# Fibra de coco

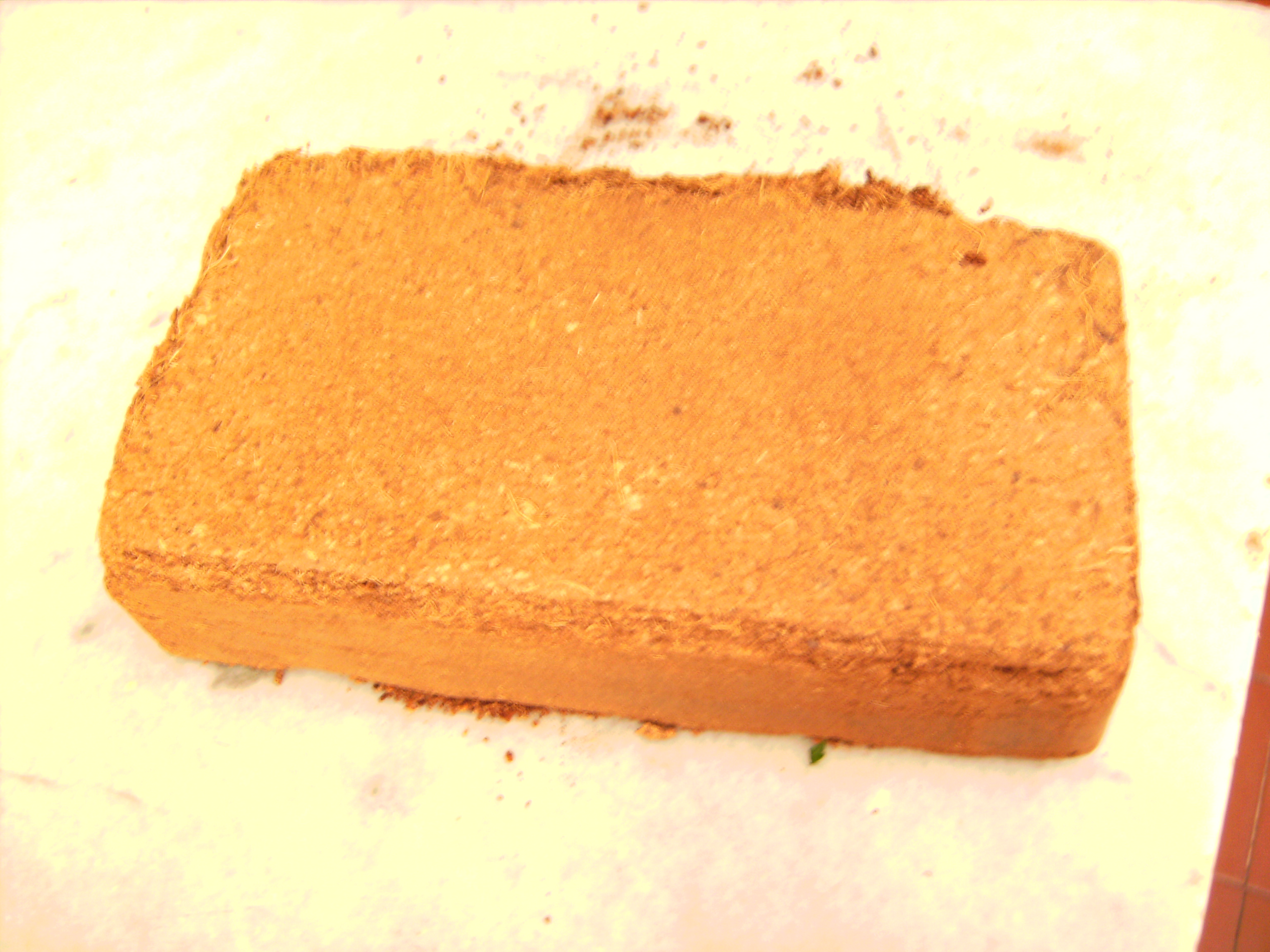
Bloc de fibra de coco sec

La fibra de coco (en anglès, francès i altres idiomes s'anomena amb la paraula tàmil coir) és un material vegetal que s'extreu de la part externa del fruit del cocoter. La fibra de coco es troba entre la part interna i dura i la part externa del coco. Les cèl·lules de fibra individuals són estretes i buides amb les parets cel·lulars fetes de cel·lulosa. Són pàl·lides quan estan immadures però més tard esdevenen endurides a mesura que una capa de lignina es diposita en les parets.
Hi ha dues varietats de fibra de coco. La fibra marró es cull de cocos completament madurs. És gruixuda, forta i amb gran resistència a l'abrasió. Es fa servir en estores, raspalls i sacs. La fibra de cocos madurs conté més lignina i menys cel·lulosa que la fibra del lli i cotó i és més forta però menys flexible. Està feta de petits fils, cadascun d'1 mm de llarg i de 10 a 20 micròmetres de diàmetre. El tipus de fibra de coco blanc es cull de cocos immadurs. Aquestes fibres són de color marró clar i són més suaus però més febles. Generalment són filades per a fer-ne estores o cordes.
La fibra de coco és impermeable i és de les poques fibres naturals resistents als danys de l'aigua salada.

## Usos

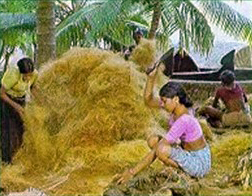
Segregació de fibra de coco

Els cocos, les llavors dels cocoters, triguen un any a madurar. Els cocoters tenen cocos, al mateix temps, en tots els estadis de maduració i fan de 50 a 100 cocos per any. Els fruits poden ser collits de terra o ser collits a la palmera. De vegades es fan servir simis ensinistrats per a collir-los. Un home, enfilant-se, pot collir 25 cocoters en un dia. Amb una perxa i un ganivet se'n poden collir 250. La fibra marró és un subproducte de l'obtenció de la copra i s'obté per separació manual o mecànica.

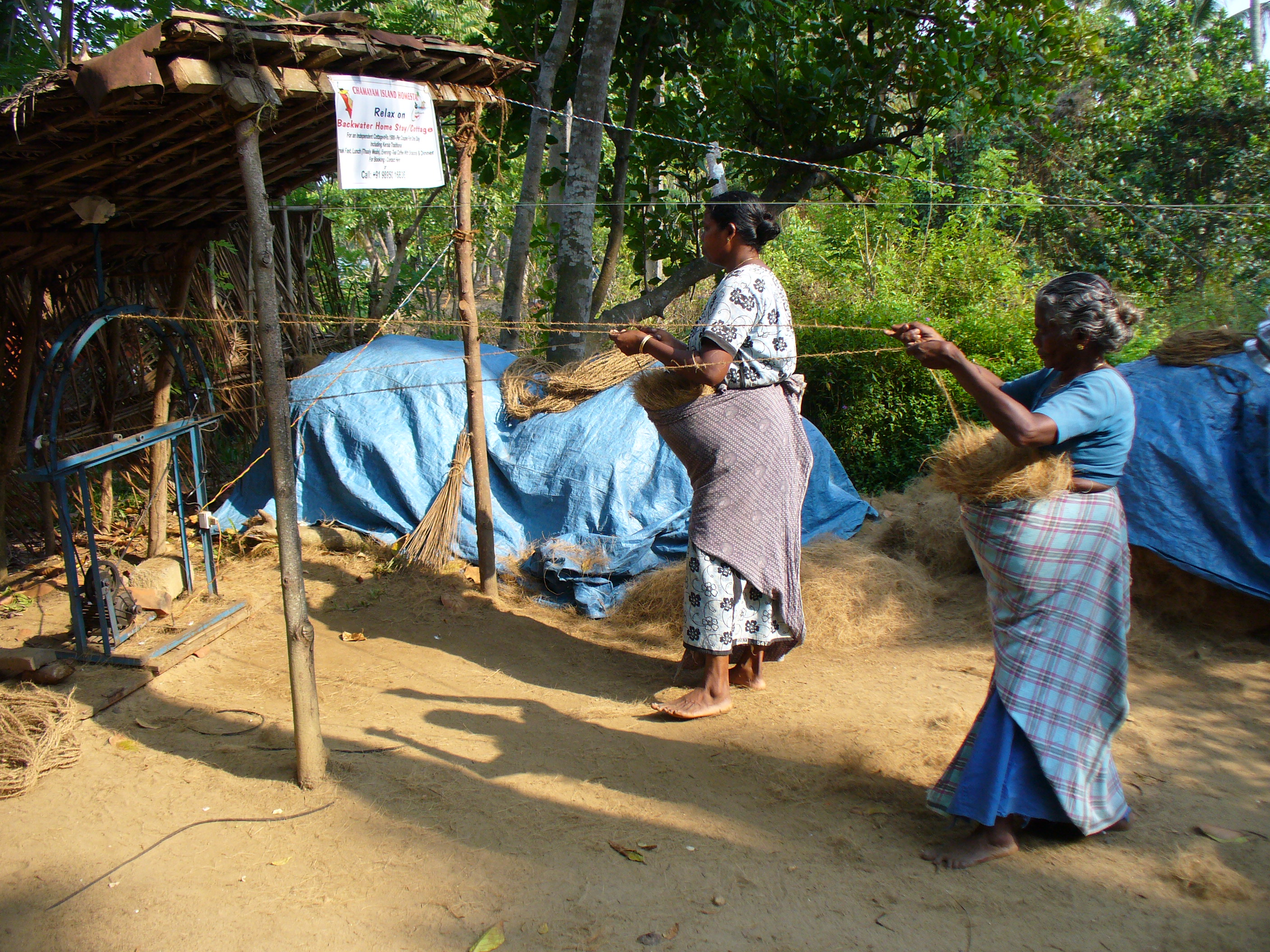
Fabricació de corda de fibra de coco a Kerala, Índia

De la fibra blanca se'n fa sobretot cordes i xarxes de pesca. A més d'estores, raspalls, cordes i sacs es fa servir com a material de farciment contra l'erosió. A una gran proporció de la fibra marró se li afegeix làtex de cautxú per a enviar-lo a la indústria europea de l'automòbil. També es fa servir en aïllament tèrmic i empaquetatge.
En horticultura, substitueix la torba de sphagnum, ja que no té espores de bacteris ni de fongs i és un producte ecològicament sostenible en canvi l'extracció de torba no ho és. Serveix per allunyar els cargols de les plantes.
La fibra de coco d'origen mexicà conté beneficioses colònies del fong Aspergillus terreus que fan control biològic contra fongs perjudicials.